# Романовский, Николай Вениаминович
Никола́й Вениами́нович Романо́вский (21 февраля [6 марта] 1910, Лебедянь, Тамбовская губерния или Липецк, Тамбовская губерния — 2002, Санкт-Петербург) — советский и российский хоровой дирижёр, профессор Санкт-Петербургской консерватории, автор «Хорового словаря».

## Биография
Родился в 1910 в городе Лебедянь в семье священника Вениамина Константиновича Романовского, репрессированного в 1930-е годы и погибшего в лагерях.
В 1931 поступил в Ленинградский центральный музыкальный техникум, уже обладая опытом хорового дирижирования. В техникуме организовал вокальный коллектив, среди участников которого был Георгий Свиридов.
В 1940 закончил Ленинградскую консерваторию. Войну провёл в армии.
С 1946 преподавал в Консерватории, где организовал в 1959 любительский хор, которым руководил до конца жизни. Также в течение пяти лет руководил Украинским хором Санкт-Петербурга.

## Труды
- Хоровой словарь. — 1-е издание: 1968; 3-е издание: Л.: Музыка, 1980; 4-е издание: М.: Музыка, 2000. — ISBN 5-7140-0690-9.
- Русский регент (легенды и были). — Лебедянь, 1991.